# Madrid (Nou Mèxic)
Madrid és una concentració de població designada pel cens dels Estats Units a l'estat de Nou Mèxic. Segons el cens del 2000 tenia 149 habitants. La ciutat pren el nom de la capital d'Espanya.

## Demografia
Segons el cens del 2000, Madrid tenia 149 habitants, 82 habitatges, i 27 famílies. La densitat de població era de 40,5 habitants per km².
Dels 82 habitatges en un 17,1% hi vivien nens de menys de 18 anys, en un 20,7% hi vivien parelles casades, en un 11% dones solteres, i en un 65,9% no eren unitats familiars. En el 52,4% dels habitatges hi vivien persones soles el 4,9% de les quals corresponia a persones de 65 anys o més que vivien soles. El nombre mitjà de persones vivint en cada habitatge era d'1,82 i el nombre mitjà de persones que vivien en cada família era de 2,68.
Per edats la població es repartia de la següent manera: un 16,8% tenia menys de 18 anys, un 4,7% entre 18 i 24, un 34,9% entre 25 i 44, un 36,9% de 45 a 60 i un 6,7% 65 anys o més.
L'edat mediana era de 39 anys. Per cada 100 dones de 18 o més anys hi havia 106,7 homes.
La renda mediana per habitatge era de 21.905 $ i la renda mediana per família de 7.386 $. Els homes tenien una renda mediana de 50.385 $ mentre que les dones 28.750 $. La renda per capita de la població era de 20.025 $. Aproximadament el 52,4% de les famílies i el 19,8% de la població estaven per davall del llindar de pobresa.

## Poblacions més properes
El següent diagrama mostra les poblacions més properes.